# Bamako is a Miracle
Pour plus de détails, voir Fiche technique et Distribution.
Bamako is a Miracle est un film documentaire musical malien réalisé par Samuel Chalard, Arnaud Robert et Maurice Engler en 2002. Bamako is a Miracle est un film de 53 minutes qui raconte l'histoire de la rencontre de deux musiciens aux styles musicaux diamétralement opposés jusqu'à  l'enregistrement d'un disque commun au Mali,,,,,.

## Synopsis
Verna Gillis, productrice américaine convainc son époux Roswell Rudd, l'un des plus grands  trombonistes de jazz de se rendre au Mali. Une fois dans la capitale malienne, Gillis réunit le jazzman et le griot malien Toumani Diabaté pendant un mois. Roswell fait jouer au griot et à ses compères du Thelonious Monk tandis queToumani lui enseigne à son tour des thèmes traditionnels Mandingue. Au fil des jours, naîtra de cette collaboration un  disque ethnomusical. Malgré les difficultés, le documentaire apparait comme une rencontre fusionnelle où le métissage des sons et des cultures engendre un disque de qualité. Bamako is a Miracle se veut être un récit d'une aventure musicale pleine d'émotions, la vitrine de deux cultures qui se rassemblent,,,,,,.               

## Fiche technique
- Titre original : Bamako is a Miracle
- Scénario : Samuel Chalard

- Réalisation : Samuel Chalard
- Photographie : Samuel Chalard
- Prise de son : Stéphanie Perrin

- Production : Maurice Engler, Samuel Chalard, Arnaud Robert, Afroblue

- Pays :  Mali

- Langues : français, anglais, mandingue

- Durée : 53 minutes
- Date de sortie :  Mali : 2002[5],[14],[15].

## Distribution
- Roswell Rudd
- Toumani Diabaté
- Verna Gillis[14].

## Prix
- Prix Bartók du Festival International Jean Rouch de 2003[16]